# Kim Min-chan (Musiker)
Kim Min-chan (koreanisch 김민찬; * 1986 in Daejeon) ist ein südkoreanischer Jazzmusiker (Schlagzeug), der in Europa als Minchan Kim bekannt ist.

## Leben und Wirken
Kim erhielt ab dem Alter von fünf Jahren Klavierunterricht und spielte dann auch Klarinette und Trompete; mit zwölf Jahre wechselte er zum Schlagzeug. 2009 begann er an der Kyung-Hee-Universität in Seoul Jazz-Schlagzeug zu studieren. Nach dem Bachelorabschluss 2012 tourte er mit Martin Zenker in Europa, um dann auch in Nord- und Südamerika sowie in weiteren Ländern Asiens aufzutreten. Außerdem unterrichtete er am Paekche College of the Arts, an der Hanyang Akademie und an der Seoul Jazz Academy. 2021 zog er für sein Master-Studium nach München, das er an der Hochschule für Musik und Theater München bei Christian Lettner absolvierte.
Kim gründete sein eigenes Quartett, mit dem er den Modern Jazz der 1960er und 1970er Jahre wiederaufnimmt, trat aber auch mit Kenny Washington, Jin Pureum Jesse Davis und dem Hyejin Quartet auf. Er ist auch auf Alben von Hyunpill Shin (NU-Stream), Todd Gordon (Love Dot Com) und Winterplay (Jazz Cookin’) zu hören.
Kim wurde 2012 vom südkoreanischen Jazz People Magazine zum „Rising Star“ unter den Schlagzeugern gewählt. 2023 erhielt er den 2. Preis beim Kurt Maas Jazz Award.

## Diskographische Hinweise
- Jin Pureum Quartet: Live in Europe (Nagel-Heyer Records 2013, mit Paul Kirby, Martin Zenker)
- Naagii: Minii Zahidal – My Letter (Radau Records 2016)
- Jesse Davis: Soul Searchin’ – Live in Seoul (Nagel-Heyer 2017, mit Paul Kirby, Martin Zenker)